# Свети Николай Дзодзов
„Свети Николай Дзодзов“ (на гръцки: Αγίου Νικολάου του Τζώτζα) е средновековна православна църква в махалата в град Костур (Кастория), Южна Македония, Гърция. Храмът е част от Костурската епархия и в него са запазени ценни стенописи от XIV век.

## Местоположение
Църквата е разположена на улица „Христопулос“ в северната традиционна костурска махала Позери (Апозари). Името си носи от близостта с Дзодзовата къща.  Традиционно принадлежи към енория „Свети Лука“.

## История
На северната фасада на храма е лошо запазен надпис от Палеологовата епоха - молба към Света Марина и всички светии да пазят храма от всякакви опасности, нещастия и вреди. Според Йоргос Голомбияс надписът гласи:
| „ | ΤΗC ΚΑΛΗΠΑΡΘΕΝΟΥ ΜΑΡΙΝΗC ΚΑΙ ΠΑΝΤΩΝ ΤΩΝ ΑΓΙΩΝ ΦΡΟΥΡΙCΟΝ ΚΑΙ CΚΕΠΑCΟΝ ΕΡΓΟΝ ΤΕ Κ. ΚΤΗΡΙΟΝ ΤΟΥ ΑΠΟ ΠΑΝΤΟC ΚΙΝΔΥΝΟΥ ΤΕ ΚΑΙ CΥΜΦΟΡΑC ΚΑΙ ΑΠΟ ΠΑΝΤΟC ΚΑΚΟΥ. ΑΜΗΝ. | “ |

Църквата е построена и изписана със стенописи между 1360 и 1380 година, като датировката е по стила на стенописите.
В 1924 година и отново в 1991 година храмът е обявен за защитен паметник.

## Архитектура
Църквата е построена във втората половина на XIV век като малка еднокорабна базилика с дървен двускатен покрив с керемиди и полукръгла апсида на изток. В края на XVII - средата на XVIII век храмът е разширен на юг и запад, където е добавен нартекс свързан с наоса с прозорец. Размерите на Палеологовия храм се разбират по сцената Дейсис на източната стена. На север има отворен трем.
Първоначалният храм е имал вход от север, като вратата по-късно, може би при разширяването на храма, е превърната в прозорец. Вероятно е имало втора врата на западната стена. Иконостасът е дърворезбован и е от XIV век. Олтарът има две апсиди - централната със зидан олтар в нея, и втора протезис, вградена в източна стена и недостигаща до нивото на пода. От оригиналните прозорци на храма е запазен само осветителния отвор в централната апсида. Входът е през засводена врата на северната стена на нартекса, а осветлението става през пет прозореца, изградени при разширението. Изграждането на по-нисък таван в модерната епоха води до закриване на част от стенописите на източната стена.
Долните части на зидарията са от ломен камък, а средните и горните са от кирпичи с дървени греди. Апсидата също е от ломен камък. Употреба на кирпич в Костурско се наблюдава в селските църкви и в „Свети Георги Музевишки“, „Свети Андрей Елеуски“, „Свети Николай Драготски“ и „Свети Николай Евпраксиин“ в града. Южната стена и стените на нартекса от по-късната фаза са изцяло от ломен камък с кал за спойка и дървени греди.

## Стенописи
Иконографската програма на църквата следва установената иконография. Сцените се разгръщат в рамки, дори и при светците в цял ръст. Дейсис е повторен трикратното, с което се търси подчертаване на ходатайството на Света Богородица и Свети Йоан Кръстител за спасение на човечеството.
Най-много стенописи са запазени във вътрешността на източната и северната стена на наоса. Малки части са оцелели и на източната и северната фасада на църквата. Иконографската програма е в три зони - долната са изображения на светци в цял ръст, в средната допоясни изображения на светци, а в горната са сцени от Христовия цикъл. Олтарът е изписан предимно със сцени от литургичния цикъл. На източната стена в апсидата в долната зона е „Поклонението на жертвата“ с йерарси, в средната зона е „Причастяването на Апостолите“ с двойно централно изображение на Христос от двете страни на олтара. В конхата на апсидата е Света Богородица Ширшая небес с Христос, обградена от светци, с надпис „Τιμιωτέρα των Χερουβείμ“ (По-почетна от херувимите). Сцената имах сходни иконографски характеристики със сцената „Света Богородица Неръкотворна“ в „Свети Алипий“ в Костур (последна четвърт на XIV век) и показва голямото артистично умение и добрите богословски познания на зографа.
На остатъка от източната стена в първата зона са запазени в конхата на протезиса Свети първомъченик Стефан, а на северната стена на апсидата Симеон Стълпник. Във втората зона са Образът неръкотворен (Убрус) и Образът върху керамичната плочка, съответно вдясно и вляво от апсидата. В следващата зона от двете страни на апсидата са изобразени Архангел Гавриил и Света Богородица от сцената „Благовещение“ - стандартно за еднокорабните църкви.
На източния фронтон е запазена сложното в иконографско отношение изображение на Светата Троица, фланкирана от Дейсис. Изображението на Светата Троица, комбинирано с Царски Дейсис, е най-впечатляващото произведение на анонимния зограф и отново показва доброто му богословско познание. В сцената гълъбът е разположен в дясната ръка на Хростос По-стар от дните, за да се подчертае православното становище, че Светият дух произлиза само от Отца. Така сцената е иновативна на фона на други примери от XIII век в Костурско като „Света Богородица Кубелидики“ (1260-1280), в която няма догматично послание и „Свети Георги“ в Галища (60-те години на XIII век), в която православната гледна точка е предадена с други средства. Затова вероятно иконописецът в „Свети Николай Дзодзов“ е бил повлиян от втората омилия на Свети Григорий Палама „За произхода на Светия дух“, в която се казва, че Светият дух произхожда „ἒκ τῆς θείας φύσεως ἀλλά καθ’ὑπόστασιν μόνην την πατρικήν“.
В долната зона на северната стена в олтара е „Видение на Свети Петър Александрийски“, тема кореспондираща с „Поклонение на жертвата“. В долната зона на източната част на северната стена на наоса до иконостаса е изобразен Дейсис, за да е срещу изображението на патронния светец. Изобразяването на Свети Николай до Света Богородица може би показва връзка между македонската и тесалийската иконографска схема. В долната зона на северната стена са запазени изображения на Свети Стефан Нови, Свети Онуфрий и неидентифициран светец в цял ръст.
На северния вход е „Причастието на Мария Египтянка от Свети Зосим“ - сцена типично фланкираща входа на католикони. Това заедно с голямото присъствие на монаси и отшелници и отсъствие на военни светци с изключение на Николай Нови в иконографията на храма говори, че църквата е била построена като католикон на малък манастир.
В средната зона на северната стена има светци в медальони. На източния край на северната стена са запазени Светите Безсребреници Козма и Дамян, лечителя Ермолай, Пантелеймон. На северната стена в олтара са медальоните на Свети Климент Охридски, Свети Игнатий и Свети Елевтерий. В горната зона на източната част на стената е „Възкресение“ и малка част от сцената „Мироносци“, както и „Слизане в Ада“.
На източната стена на олтара е изобразен двуглав орел, подобно на „Света Богородица Елеуса“ край Нивици (XV век). На фронтона на източната фасада е Дейсис, а в долните части на северната фасада е частично запазен рисуван апотропеен надпис.
Стенописите са качествено дело на местно зографско ателие. Те имат унифициран художествен стил, в който доминират строгостта, прецизността на рисунката и контраста на светлината и сянката. Пропорциите на тялото на фигурите са правилни, с тесни рамене и сравнително малки глави, докато характеристиките им са симетрични. Лицата са моделирани с маслинено зелени заготовки, кафяви сенки, охра за осветляване на определени аспекти и няколко розови докосвания на бузите и челото, а очертанията са деликатни и подчертават индивидуалните характеристики. Косата на по-младите индивиди е изпъстрена с кафяви къдрици, докато косата на старите фигури е пепеляво сива до кафеникава. В цветовата скала преобладават зелено, кафяво, червено, златисто жълто, тъмно синьо и пепеляво. Подобен естетически стил в моделирането на лицата и изобразяването на телата на фигурите, сгъването на дрехите и цветовата скала се среща в Костурско в „Свети Георги на хълма“ (1368 - 1385 година), „Свети Николай Кирицки“ (1370 - 1385 година) и „Свети Архангели Митрополитски“ (обновяването в 1359 - 1360 година), външните стенописи на „Свети Георги“ в Галища (1365 - 1385 година), „Свети Алипий Икономски“ (последната четвърт на XIV век). Откриват се и артистични и стилистични връзки със „Свети Димитър“ в Бобощица (последната четвърт на XIV век) и с южния параклис, северната галерия (около 1365 година) и параклиса „Свети Григорий Богослов“ (1364 - 1365 година) в „Света Богородица Перивлепта“ в Охрид.
- Архангел Гавриил от Благовещение
- Причастие на Апостолите
- Света Троица
- Видение на Петър Александрийски и светци в медальони
- Част от Мироносци и Слизане в Ада